# Cruise Sardegna
La motonave Cruise Sardegna, già Cruise Olympia, è un traghetto passeggeri Ro-Ro del Gruppo Grimaldi varato il 14 novembre 2009 presso i cantieri navali di Castellammare di Stabia, è l'ultimo di una serie di quattro commissionati dal Gruppo Grimaldi per potenziare i collegamenti nel Mediterraneo.

## Descrizione
La Cruise Sardegna ha una lunghezza di 225 metri ed una larghezza di circa 31 per una stazza di 54 310 tonnellate: può trasportare fino a 2 850 passeggeri in quanto dotata di 114 poltrone reclinabili in prima classe, 414 poltrone in seconda classe, 413 cabine di cui 68 suite. Può inoltre trasportare fino a 250 automobili ed oltre 3 000 metri lineari di merce rotabile. I servizi per viaggiatori presenti sono piscina, ristorante, palestra, discoteca, sala conferenze, galleria commerciale ed internet point.

## Servizio
Il traghetto è stato consegnato il 30 giugno 2010 ed effettua servizio commerciale sulla tratta Ancona - Igoumenitsa - Patrasso, operata da Minoan Lines, in sole 22 ore grazie ad una velocità di 28 nodi.
Il 30 gennaio 2021 Grimaldi Lines annuncia il cambio di denominazione in Cruise Sardegna e al contempo il nuovo servizio sulla tratta Livorno - Olbia, insieme alla gemella Cruise Europa, da metà febbraio dello stesso anno, uscendo dalla Minoan Lines.

## Navi gemelle
- Cruise Barcelona
- Cruise Roma
- Cruise Europa